# 苏布拉·苏雷什
苏布拉·苏雷什（1956年5月30日—）是一位印度裔美国材料科学家和工程师，出生于孟买，1981年获麻省理工学院博士学位。2002年当选美国工程院院士，2004年当选美国艺术与科学院院士，2012年当选美国国家科学院院士，2013年当选美国国家医学院院士和中国科学院外籍院士。